# حلمي غولار
محمد حلمي كولر (بالانجليزيه Mehmet Hilmi Güler ) سياسي تركي حاليا في حزب العدالة والتنمية. ولد في مدينه اردو عام 1946.

## حياته
متزوج وله طفلين